# Galgenveld (studentenwooncomplex)
Galgenveld is een studentenflat van de SSH& aan de Groenewoudseweg, in de Nijmeegse wijk die eveneens Galgenveld heet. De flat werd gebouwd aan het eind van de jaren zestig van de 20e eeuw.
Tot het complex behoren 6 gebouwen en 1 woontoren met in totaal 500 kamers. Het is ontworpen door architectenbureau Inbo. In 1987 werd het complex verbouwd en werden 796 kleine kamers tot 350 grotere kamers samengevoegd. 
Er zijn 50 zelfstandige eenpersoons appartementen en 22 zelfstandige appartementen voor studenten met kind(eren).
Het complex ligt in de nabijheid van de RU, de HAN, een ROC en Station Nijmegen Heyendaal.
De naam Galgenveld herinnert aan de executies die in de middeleeuwen op dit terrein plaatsvonden.